# Jesse Ventura
Jesse Ventura, egentlig James George Janos, også kendt som The Body , født den 15 juli 1951 i Minneapolis, Minnesota, er en amerikansk wrestler, skuespiller og politiker.
Jesse Ventura var en af Amerikas mest kendte wrestlers - 193 cm lang og 110 kg tung - men huskes måske mest i Danmark og Europa som kommentator fra 1980'erne i WWE.  Han skiftede i 1990 karriere og blev politiker og blev valgt til borgmester i Brooklyn Park, Minnesota, en stilling, han havde fra 1990 til 1995. Som en af kun en håndfuld politikere uden for de to etablerede partier, demokraterne og republikanerne, lykkedes det også Ventura at vinde et guvernør-valg i Minnesota i 1998. I 1999 - 2003 var Ventura guvernør i Minnesota.